# Kopli (Leisi)
Kopli – wieś w Estonii, w prowincji Sarema, w gminie Leisi.